# Harindānga
Harindānga är en ort i Indien.   Den ligger i distriktet South 24 Paraganas och delstaten Västbengalen, i den östra delen av landet, 1 300 km sydost om huvudstaden New Delhi. Harindānga ligger 4 meter över havet och antalet invånare är 6 254.
Terrängen runt Harindānga är mycket platt.  Trakten runt Harindānga är nära nog obefolkad, med mindre än två invånare per kvadratkilometer. Närmaste större samhälle är Kultali, 17,4 km sydost om Harindānga. Trakten runt Harindānga består till största delen av jordbruksmark.